# McDonnell Douglas F-15E Strike Eagle
McDonnell Douglas (zdaj del Boeing-a) F-15E Strike Eagle je ameriški dvomotorni večnamenski lovec/bombnik. Razvit je bil v 1980ih na podlagi McDonnell Douglas F-15 Eagle. F-15E je namenjen napadu na cilje globoko v sovražnem ozemlju, pri visoki hitrosti in brez podpore drugih letal.
F-15 se prepozna po temnejši kamuflaži in po konformnih rezervarjih za gorivo. Strike Eagle so uporabljali med boji v Afganistanu, Iraku in Libiji. Letalo je v sestavu vojnega letalstva Izraela, južne Koreje in Saudove Arabija.
Originalni F-15 je zamenjal letala kot so McDonnell Douglas F-4 Phantom II, F-15 je bil primarno namenjen zračni premoči.

## Tehnične specifikacije (F-15E)
Podatki iz USAF fact sheet, Davies
Splošne karakteristike
- Posadka: 2
- Dolžina: 63,8 ft (19,43 m)
- Razpon kril: 42,8 ft (13,05 m)
- Višina: 18,5 ft (5,63 m)
- Površina kril: 608 ft² (56,5 m²)
- Aeroprofil: NACA 64A006.6 koren, NACA 64A203 konec krila
- Teža praznega letala: 31700 lb (14300 kg)
- Maks. vzletna teža: 81000 lb (36700 kg)
- Pogon letala: 2 × Pratt & Whitney F100-229 turbofan z dodatnim zgorevanjem, 29000 lbf (129 kN) vsak

 Zmogljivost 
- Maks. hitrost: Mach 2,5+ (1650+ mph, 2655+ km/h)
- Bojni radij: 790 mi (1150 mi (maks))
- Največji doseg: 2400 mi (2100 nmi, 3900 km) s konformnimi in dodatnimi rezervoarji
- Višina leta: 60000 ft (18200 m)
- Hitrost vzpenjanja: 50000+ ft/min (254+ m/s)
- Razmerje potisk/teža: 0,93
- Največja G-obremenitev +9 g

Oborožitev

- Strelno orožje: 1× 20 mm (0.787 in) Gatlingov top M61 Vulcan, 510 nabojev vrste M-56 ali pa PGU-28
- Izstrelki: 

  - Rakete zrak-zrak:
    - 4× AIM-7 Sparrow
    - 4× AIM-9 Sidewinder
    - 8× AIM-120 AMRAAM

  - Rakete zrak-površje:
    - 6× AGM-65 Maverick
    - 2× AGM-84 Harpoon
    - 2× AGM-84H/K SLAM-ER
    - AGM-130
    - AGM-154 JSOW
    - AGM-158 JASSM
- Bombe: 

  - B61 jedrska bomba ali B83 jedrska bomba
  - Mark 82 bomb
  - Mark 84 bomb
  - CBU-87 ali CBU-103 (CEM)
  - CBU-89 ali CBU-104 (GATOR)
  - CBU-97 ali CBU-105 (SFW)
  - CBU-107 Passive Attack Weapon
  - GBU-15
  - GBU-10 Paveway II
  - GBU-12 Paveway II
  - GBU-24 Paveway III
  - GBU-27 Paveway III
  - GBU-28 (Bunker buster)
  - GBU-31 or GBU-38 (JDAM)
  - GBU-39 Small Diameter Bomb (SDB)
  - GBU-54 Laser JDAM (LJADM)
- Others:
  - do  3× 600 US gal (2.300 L) odvrgljivi rezervoarji

Letalska elektronika

- Radar:
  - Raytheon AN/APG-70
- Bojni sistemi:
  - LANTIRN ali Lockheed Martin Sniper XR ali LITENING
- Protiukrepi:
  - Northrop Grumman Electronic Systems AN/ALQ-131 ECM[5]
  - Hazeltine AN/APX-76 ali Raytheon AN/APX-119 Identifikajica prijatelj/sovražnik[6]
  - Magnavox AN/ALQ-128 Electronic Warfare Warning Set (EWWS) – part of Tactical Electronic Warfare Systems (TEWS)[5]
  - Loral AN/ALR-56 Radar warning receivers (RWR) – part of TEWS[7]
  - Northrop Grumman Electronic Systems ALQ-135 Internal Countermeasures System (ICS) – part of TEWS[5]
  - Marconi AN/ALE-45 Chaff/Flares dispenser system – part of TEWS[8]